# 충주 임충민공 충렬사
충주 임충민공 충렬사(忠州 林忠愍公 忠烈祠)는 충청북도 충주시 단월동에 위치해 있는 사당이다. 또한 충주 임충민공 충렬사는 1969년 11월 21일에 대한민국의 사적 제 189호로 지정되었다.
충신 열사를 추모하고 그 영혼을 기리기 위하여 세워졌다. 1679년(숙종 23년) 충민공 임경업(忠愍公 林慶業)을 모시기 위해 지어졌고, 1727년 사액을 받았다. 임경업 장군의 영정이 모셔져 있다.

## 개요
충민공 임경업(1594∼1646)장군의 충절을 기리기 위해 세운 사당이다. 숙종 23년(1679)에 사당을 세웠고, 1706년에 장군에게 충민이라는 시호를 내렸다. 영조 3년(1727)에는 사당 이름을 충렬사라 했다.
임경업 장군은 선조 27년(1594) 충주에서 태어나 인조 2년(1624) 이괄의 난 때 큰 공을 세웠다. 특히 병자호란 때 백마산성과 의주성을 다시 쌓아 국방을 강화하는 등 나라에 이바지한 바가 컸다. 명나라를 숭상하던 장군은 인조 30년(1642) 명나라가 청나라에게 위협을 받게되자 명군과 협력해 청에 대항하고자 했으나 계획이 탄로나 청군에게 붙잡히고 말았다. 청나라는 장군에게 여러 제의를 하면서 포섭하려 했으나 끝까지 뜻을 굽히지 않았다. 그 후 1646년 국내의 ‘심기원의 모반 사건’에 억울하게 연관되어 감옥에서 혹독한 고문을 받고 피살되었다.
현재 충렬사에는 장군이 사용했던 유품을 전시하고 있으며, 사당 앞 왼쪽에는 장군 부인의 곧은 절개를 기리기 위해 세워진 ‘정부인완산이씨 정렬비’가 있다.

## 같이 보기
- 임경업

## 사진

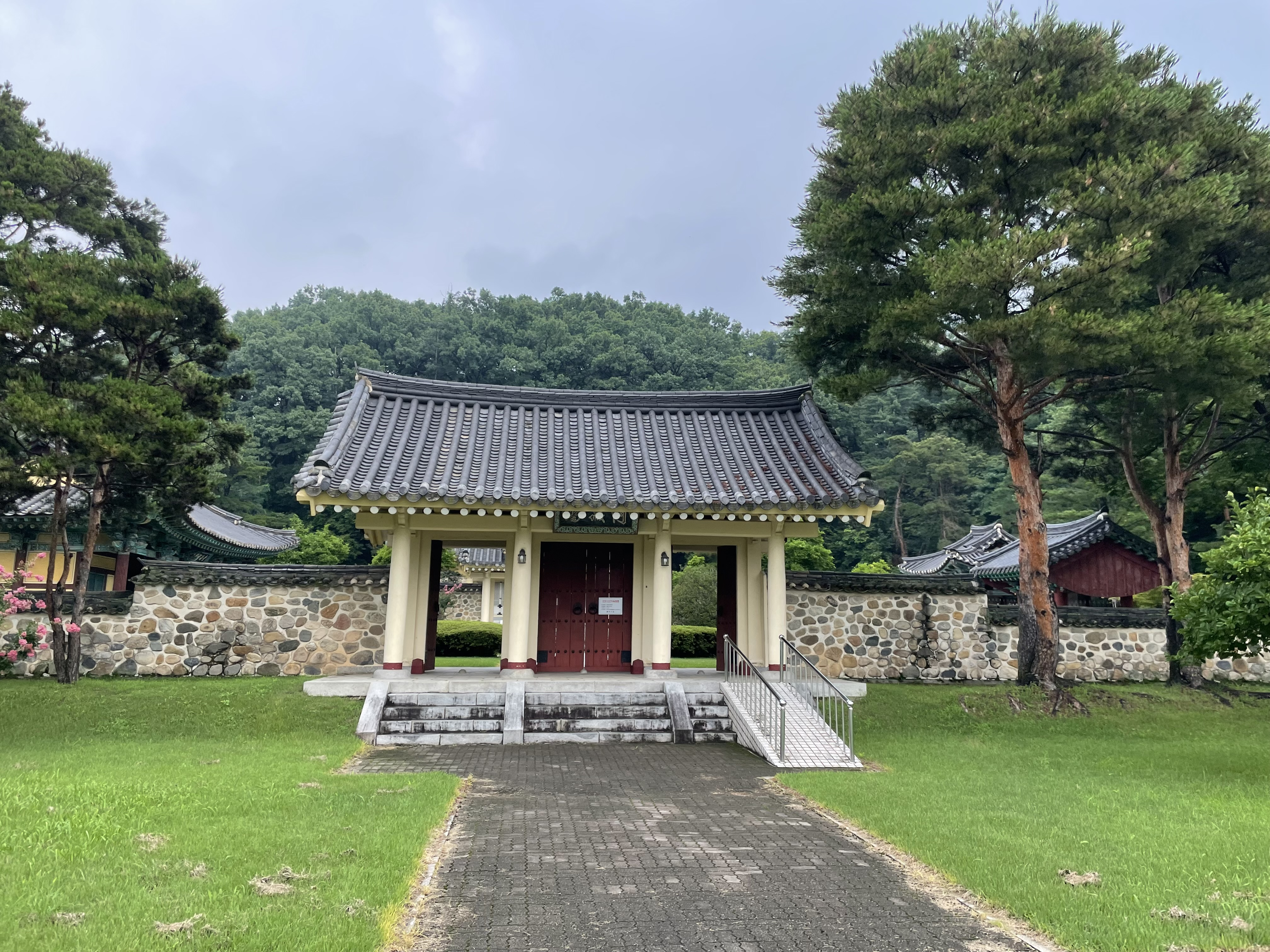
충렬사 입구
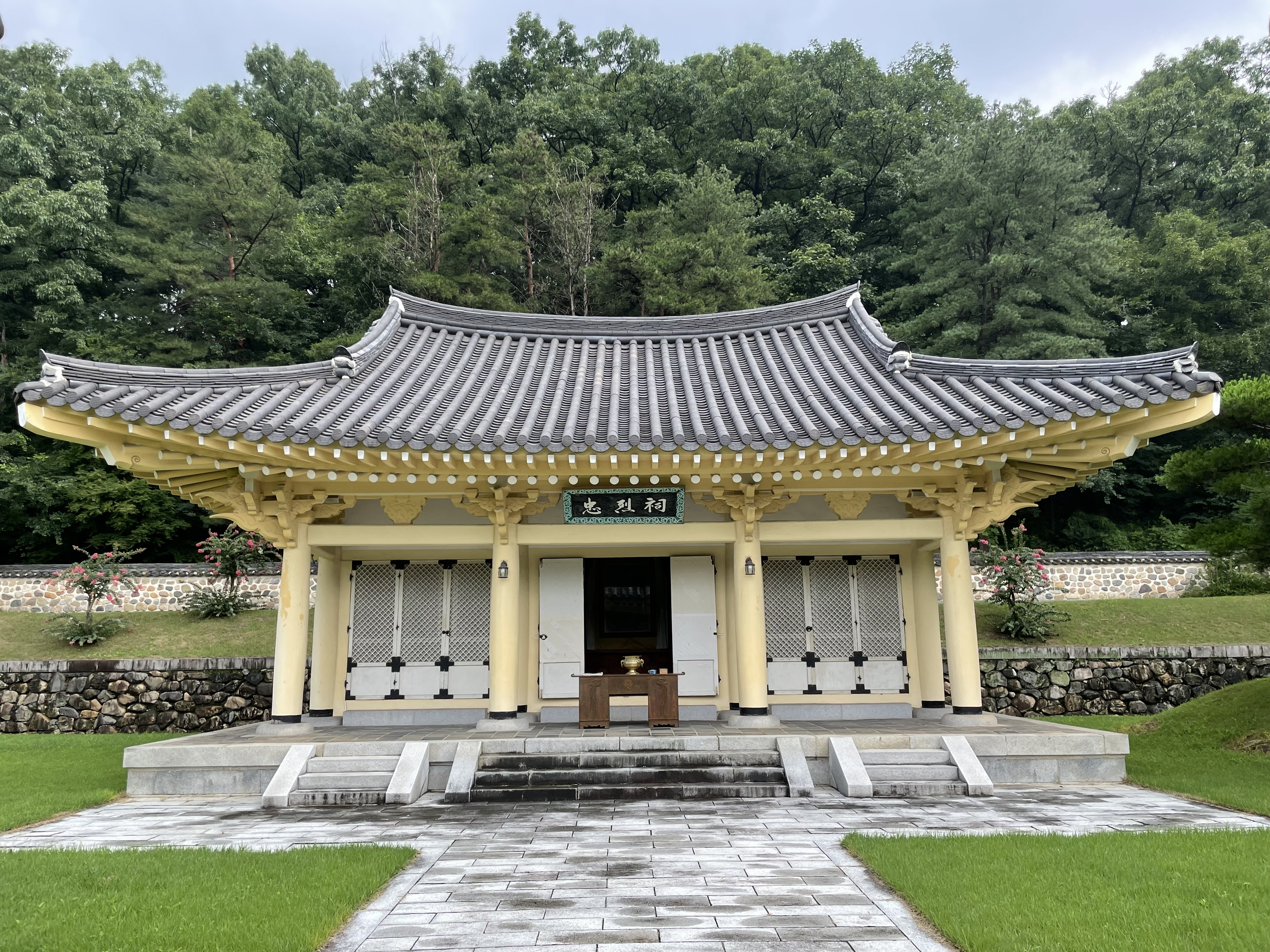
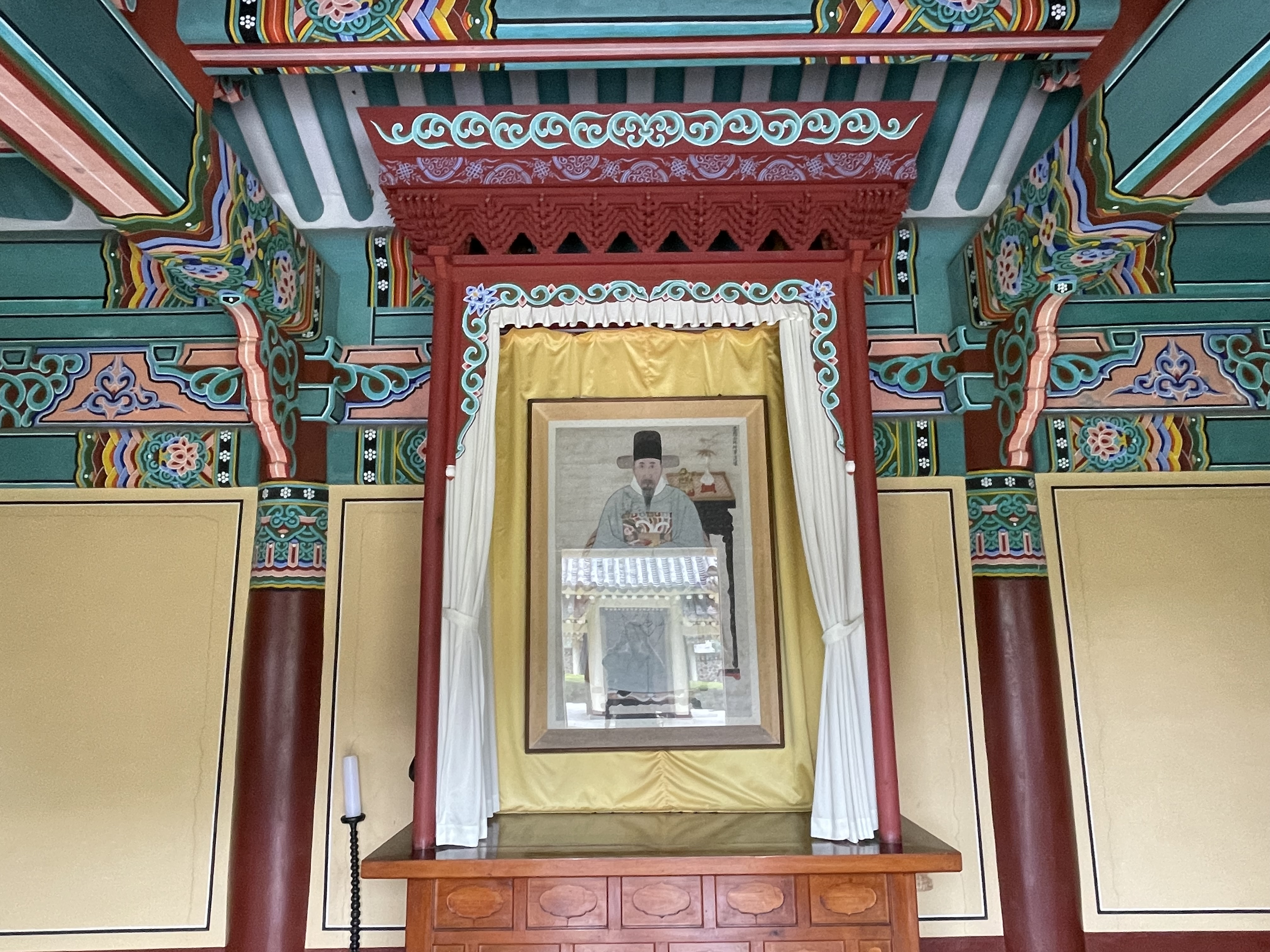
충렬사에 모셔져 있는 임경엽 장군의 영정
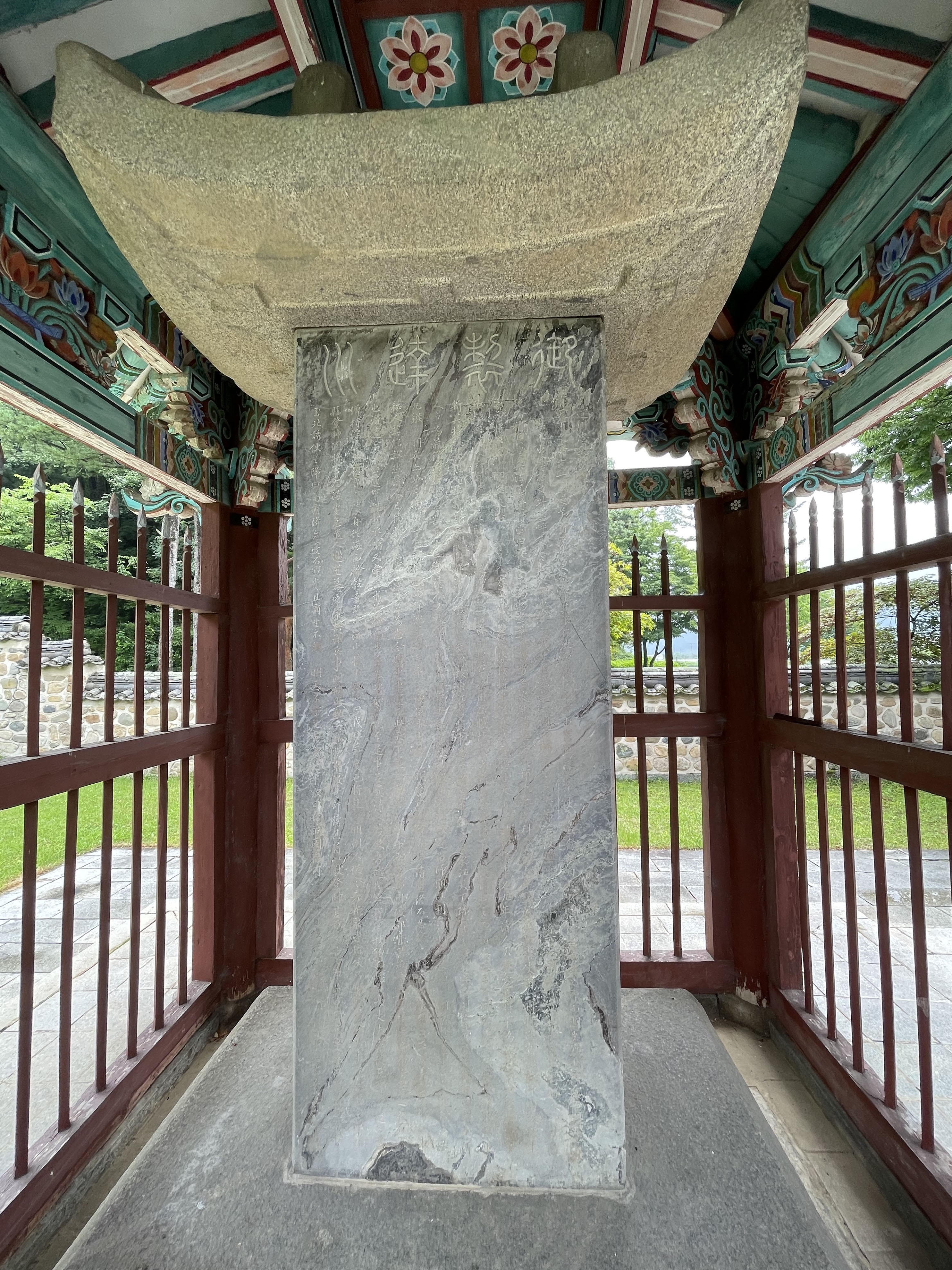
충주 충렬사비
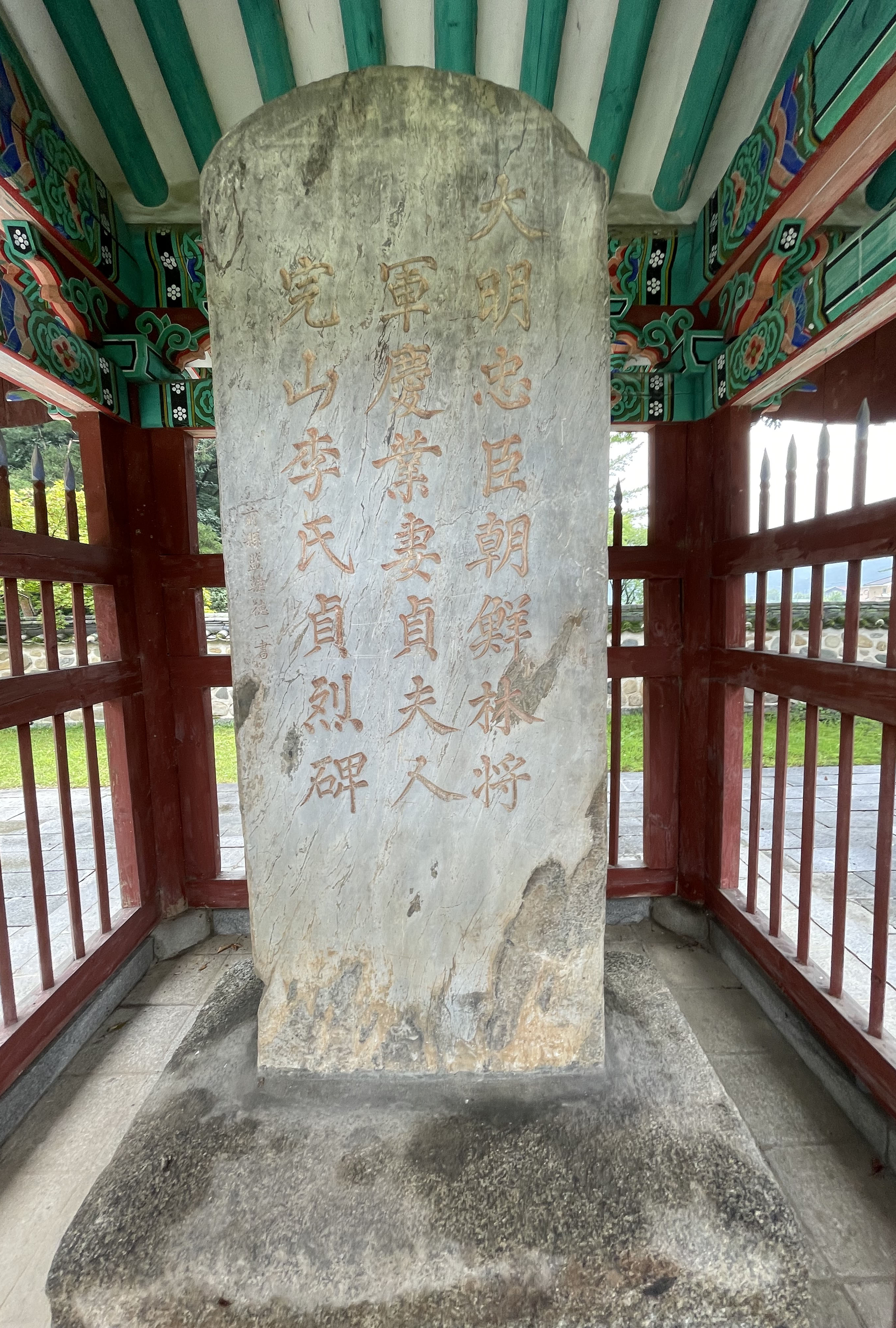
정렬비
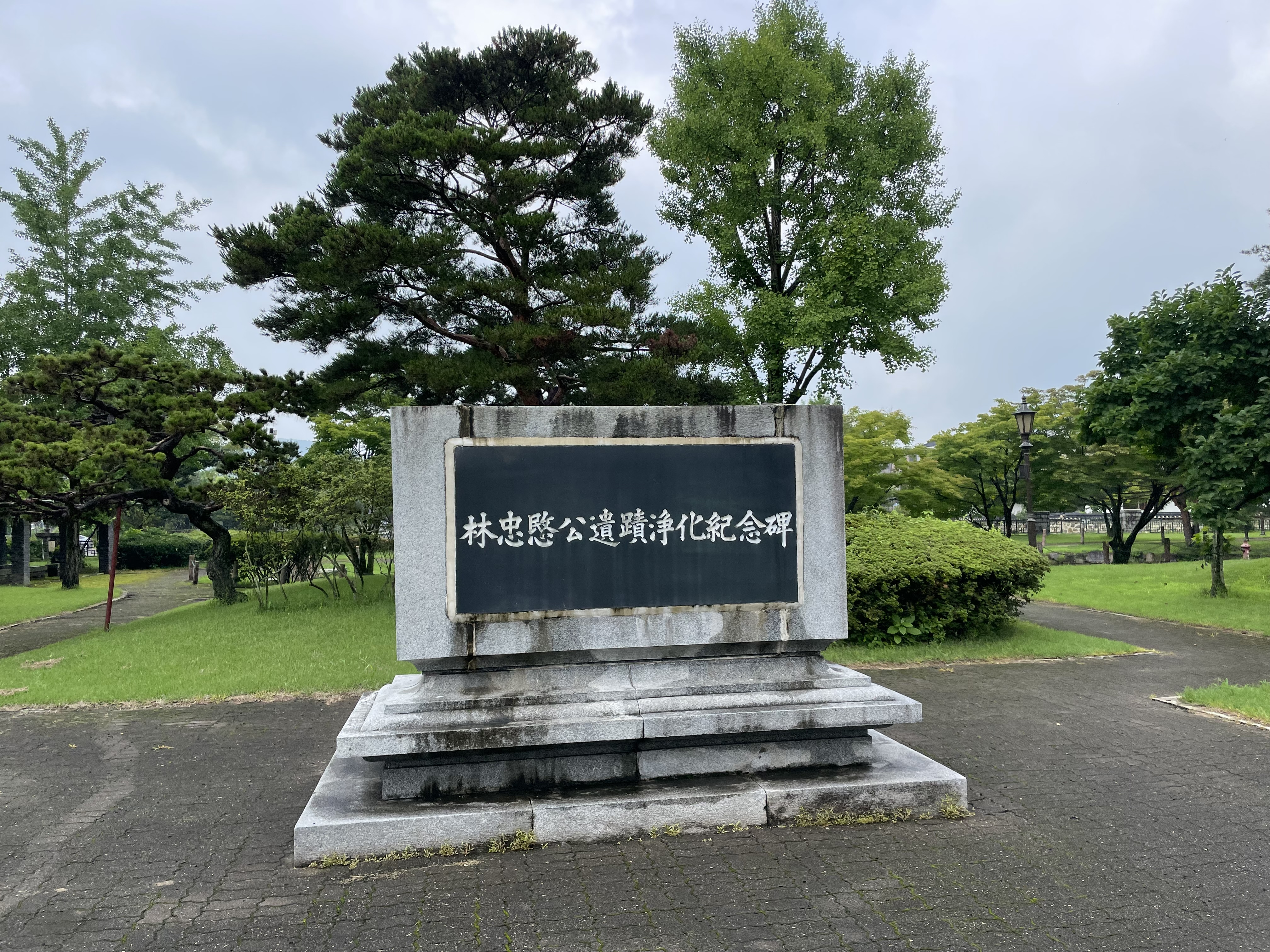
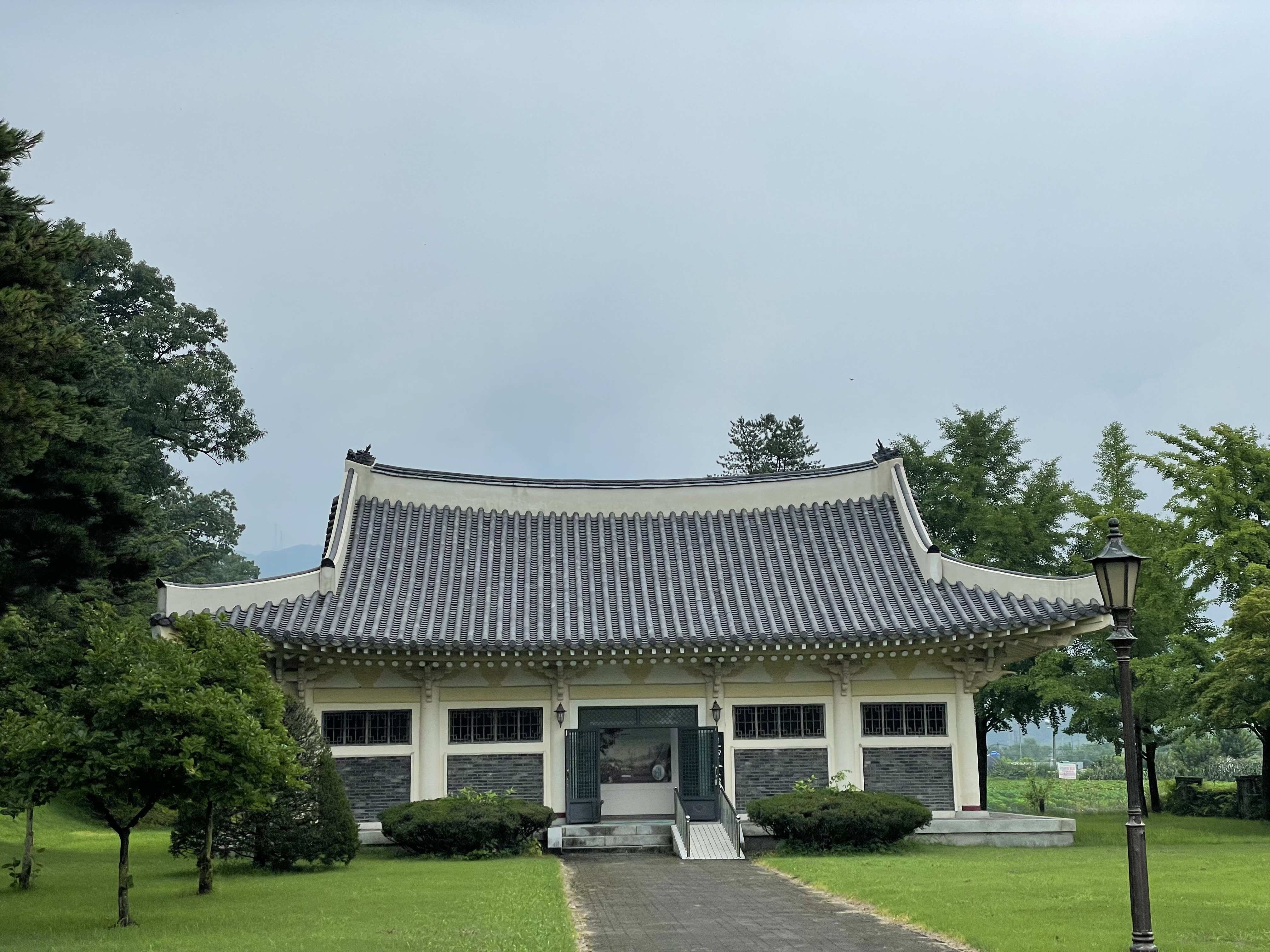
충렬사 전시관
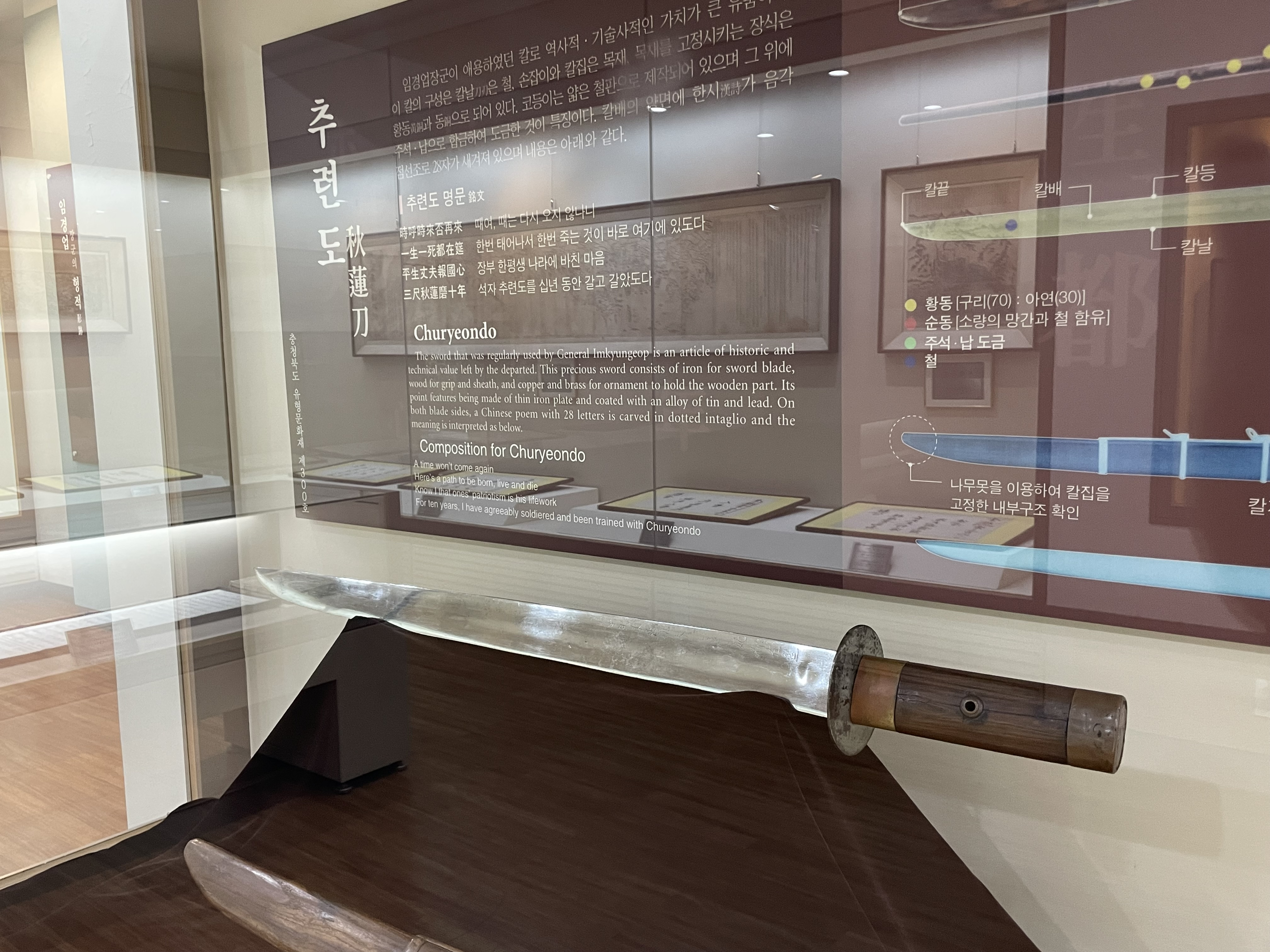
충렬사에 보존되어있는 임경엽 장군의 추련도

## 참고 자료
- 충주 임충민공 충렬사 - 국가유산청 국가유산포털